# Concertino
Concertino je italský název pro drobnější koncertní skladbu (přeloženo doslova: malý koncert). Méně často se tímto názvem označuje menší skupina sólových hudebníků. Název je někdy též užíván v souvislosti s hudebními soutěžemi (např. „Concertino Praga“ - mezinárodní soutěž mladých hudebníků, pořádaná každoročně Českým rozhlasem). Concertino je rozděleno do tří vět. 1. je veselá a rychlá, 2. smutná a pomalá a třetí temperamentní. Oblíbeným složením je např. spojení těchto hudebních nástrojů: troje housle, klavír a zobcová sopránová flétna. Lze napsat Concertino i pro violu, violoncello, kontrabas, hoboj a další kombinace.